# Robert Hiecke (Denkmalpfleger)
Robert Hiecke (* 26. November 1876 in Berlin; † 15. Dezember 1952 in Bad Neuenahr) war ein deutscher Denkmalpfleger.

## Werdegang
Hiecke, Enkel von Robert Heinrich Hiecke, studierte Architektur an den Technischen Hochschulen in Berlin und München. In Berlin legte er 1906 die Baumeisterprüfung ab. Er war ab 1908 Konservator der Baudenkmäler in der Provinz Sachsen zunächst in Merseburg und verlegte den Dienstsitz 1912 nach Halle. 1918 wechselte er in das Preußische Kultusministerium  und wurde im gleichen Jahr zum Leiter der staatlichen Denkmalpflege Preußens ernannt. 1934 wurde er Ministerialdirigent im Reichsministerium für Wissenschaft, Erziehung und Volksbildung und damit zum obersten Denkmalpfleger im Deutschen Reich ernannt. Dank Hieckes Wirken wurden viele Baudenkmäler vor der Zerstörung gerettet. 1948 zog er von Berlin nach Bad Neuenahr.
Während seines Studiums wurde er Mitglied im Akademischen Verein Motiv.

## Ehrungen
- Dr. theol. h.c.
- 1929: Dr.-Ing. E. h. (Berlin)
- 1952: Verdienstkreuz (Steckkreuz) der Bundesrepublik Deutschland